# Ordem das Palmas Académicas
A Ordem das Palmas Acadêmicas (em francês:  Ordre des Palmes académiques) é uma condecoração honorífica francesa, reorganizada em 4 de outubro de 1955 pelo presidente René Coty, para homenagear como membros os eminentes e divulgadores da cultura francesa.

## História
Quando foram criadas, em 1808, as Palmas Académicas eram um título honorário reservado à Universidade (que também incluía escolas secundárias, sendo o bacharelado o 1º dos graus universitários). Existem então três títulos:
- Titulares: título concedido por direito ao grão-mestre, ao chanceler, ao tesoureiro e aos conselheiros vitalícios, que deixou de ser conferido após 1850;
- Oficiais da universidade (a partir de 1850, oficiais da educação pública): título concedido por direito a conselheiros comuns, inspetores de universidades, reitores e inspetores de academias e professores. Também poderia ser concedido a diretores, censores e professores das duas primeiras turmas do ensino médio "os mais louváveis por seus talentos e serviços";
- Oficiais das academias (a partir de 1837, oficiais da academia): título concedido por direito direito a diretores, censores, professores das duas primeiras turmas do ensino médio e diretores de faculdades. Também poderia ser concedido a regentes de faculdades, chefes de instituições e outros professores do ensino médio por causa do "serviço eminente".

A Ordem das Palmeiras Académicas é a única ordem imperial ainda concedida, todas as outras extintas e a Legião de Honra criada no dia 29 de X Floréal, nos dias 28 ou 29 de maio de 1802, sendo Bonaparte primeiro cônsul.
Somente em 1866 que as Palmas Acadêmicas, estritamente falando, se tornaram uma decoração. A insignia bordada é seguido por um insignia metálica apoiado por uma fita, de moiré preto e depois roxo.
As Palmas Académicas fizeram sua estrutura atual em 1955, por iniciativa de Edgar Faure, na forma de uma ordem com três graus: cavaleiro, oficial e então comandante. Os oficiais da academia e oficiais de educação pública já nomeados tornam-se cavaleiros e oficiais, respectivamente.

## Classificação em ordem
A classificação (nomeação ou promoção efetiva) na ordem das Palmas Académicas ocorre assim que o decreto é assinado pelo Primeiro Ministro, ao contrário das duas ordens nacionais da Legião de Honra e de Mérito, pelas quais não ocorre somente no dia da apresentação das insignias.

## Hoje em dia

### Conselho da ordem
Um conselho da ordem, cujos membros são comandantes ex officio, é estabelecido sob o Ministro da Educação Nacional; é assim composto:
- O Ministro da Educação, Presidente;
- Membro do Conselho da Ordem da Legião de Honra nomeado pelo Ministro responsável pela educação sob proposta do Grande Chanceler da Legião de Honra;
- O Secretário Geral e os diretores da administração central do Ministério da Educação Nacional;
- O Decano da Inspeção Geral de educação nacional;
- O chefe do serviço geral de inspeção da administração da educação e pesquisa nacional.

O chefe do gabinete do ministro da Educação Nacional fornece o secretariado do Conselho da Ordem.
“O Conselho da Ordem das Palmas Académicas se pronuncia sobre as nomeações e promoções da ordem. Ele garante que os estatutos e regulamentos da ordem sejam observados”.
Também pode decidir suspender ou excluir um membro da ordem que seja condenado a uma penalidade corretiva ou que tenha cometido ações contra a honra, mesmo que elas não tenham dado origem a ações legais. Pessoas condenadas por um crime ou sentença maior ou igual a um ano de prisão são automaticamente excluídas da ordem.

### Atribuição
Hoje, essa distinção homenageia certos membros da comunidade educacional, professores ou não. Os termos de sua atribuição foram estendidos, em 1866, a pessoas não docentes que prestavam serviços eminentes à Educação Nacional, podendo também ser concedido a estrangeiros e franceses residentes no exterior, contribuindo, ativamente, à expansão da cultura francesa no mundo. Pode ser concedido a pessoas que deram uma "contribuição excepcional para o enriquecimento do patrimônio cultural": artistas, profissionais da cultura etc.
Os cavaleiros devem provar dez anos de atividade com méritos distintos. Um oficial deve provar pelo menos cinco anos no posto de cavaleiro e um comandante três anos no posto de oficial (art. D911-68), exceto em casos excepcionais. Os reitores da academia são comandantes ex-oficio. Os finados ou feridos no exercício de suas funções pode ser nomeado excepcionalmente em ordem, mesmo postumamente, portanto, no prazo de um mês após o infeliz evento, se seus méritos o justificarem.
As promoções e nomeações, tomadas por decreto do primeiro-ministro francês sob proposta do ministro da Educação Nacional, Ensino Superior e Pesquisa, ocorrem duas vezes por ano: 1º de janeiro e 14 de julho.

### Cotas
O Decreto nº 2018-765, de 31 de agosto de 2018, atualizou as condições de alocação. Desde 1º de setembro de 2018, a cota anual é de 4.547 cavaleiros, 1.523 oficiais e 280 comendadores, ou seja, uma cota anual global de 6.350 unidades decoradas, distribuídas por departamentos e academias. Essa redução de 45% nas atribuições em relação ao decreto de 2015 faz parte da reforma das duas ordens nacionais e das quatro ordens ministeriais desejadas pelo Presidente da República Emmanuel Macron, a fim de restabelecer prestígio.
É possível renunciar seu status como membro da ordem mediante solicitação por escrito, incluindo seu certificado, ao Ministro responsável pela educação.

### Associação de Membros (AMOPA)
Os membros da Ordem das Palmas Acadêmicas (cavaleiros, oficiais e comendadores) podem se juntar à associação de membros da Ordem das Palmas Acadêmicas (AMOPA), criada em 1962 e colocada sob o patrocínio do Presidente da República, do Ministro da Educação Nacional e do Grande Chanceler da Legião de Honra, é reconhecido como um serviço público desde 1968. A associação publica o Revue de l'Amopa trimestralmente.

## Insignias e barreta
Os emblemas desta ordem evoluíram com o tempo:
Originalmente, o distintivo mostrava um ramo de oliveira e um ramo de louro se cruzando. O ramo de louro lembra a coroa de louros usada pelos vencedores na Antiguidade, mas também pelos poetas; quanto ao ramo de oliveira, evoca a paz, mas os vencedores dos antigos Jogos Olímpicos também usavam uma coroa de oliveiras:
- sob o Primeiro Império (1808), as palmas das mãos são tecidas com fios roxos em um fundo de feltro preto com cerca de 10 cm de altura costurado na túnica de um professor das universidades imperiais e reais (três variantes listadas);
- sob o Segundo Império, as palmas das mãos são tecidas em uma fita de moiré preto ou roxo - o que sempre lhes confere a designação de decoração púrpura e a ordem da Legião púrpura - com cerca de 5 cm de altura, existem muitas variantes ; estão em arame de prata ou ouro para os oficiais da educação pública e em arame policromático para os oficiais da academia; a partir de 1866, as palmas das mãos eram feitas de metal e penduradas em uma simples fita roxa para oficiais da academia e uma fita com uma roseta para oficiais da educação pública. São então em prata para os oficiais da academia e em tons de dourado, mesmo em ouro, para os oficiais da educação pública. Geralmente as azeitonas são representadas no esmalte vermelho, mais raramente no esmalte verde.
- sob a Terceira República, o modelo adotado em 1866 é mantido.

Desde 1955, o crachá é composto por dois galhos idênticos, mais parecidos com o louro (as azeitonas desapareceram), segundo um modelo desenhado por Raymond Subes. As fileiras de cavaleiro, oficial e comendador são criadas:
- As insignias dos cavaleiros são geralmente de prata (às vezes bronze ou prata vulgar) pendurados em uma simples fita roxa;
- As insignias dos oficiais geralmente estão em tons de dourado (mais raramente em ouro ou mesmo bronze ou metal vulgar) suspensos em uma fita roxa equipada com uma roseta;
- As insignias do comendador são geralmente tons de dourado (mais raramente em ouro ou mesmo bronze ou metal dourado vulgar) suspensas por uma gravata usada no pescoço.

As decorações são feitas pela Casa da Moeda de Paris, mas também por muitos fabricantes particulares.
|          | Cavaleiro | Oficial (depois de 1955) | Comendador |
| -------- | --------- | ------------------------ | ---------- |
| Insignia |           |                          |            |
| Fita     |           |                          |            |

## Condecorações
Os portugueses detentores desta ordem incluem (por ordem alfabética):  
- Ana Maria Pereira
- António Eduardo de Sousa Gomes
- António Gonçalves Losa Junior
- António Santos
- Elísio Marinho
- João do Carmo Correia Botelho
- José Domingues de Almeida
- Lídia Maria Neves Marques
- Luís Gonzaga Gomes
- Luiz Saldanha
- Manuel José dos Santos Silva
- Maria Alzira Seixo
- Maria de Fátima Marinho

Os brasileiros detentores desta ordem incluem (por ordem alfabética): 
- Arlete Saddi Chaves[7]
- Bella Jozef
- Denise Gisele de Britto Damasco
- Esther Pillar Grossi
- João Cruz Costa
- Lucas Monteiro Machado[8]
- Paula Mascarenhas
- Rubens Sampaio[9]